# Santuario de fauna y flora Iguaque
Santuario de fauna y flora Iguaque är en park i Colombia.   Den ligger i departementet Boyacá, i den centrala delen av landet, 140 km nordost om huvudstaden Bogotá. Santuario de fauna y flora Iguaque ligger 3 574 meter över havet.
Terrängen runt Santuario de fauna y flora Iguaque är kuperad åt sydost, men åt nordväst är den bergig. Santuario de fauna y flora Iguaque ligger uppe på en höjd. Runt Santuario de fauna y flora Iguaque är det ganska tätbefolkat, med 70 invånare per kvadratkilometer. Närmaste större samhälle är Tunja, 18,5 km söder om Santuario de fauna y flora Iguaque. Trakten runt Santuario de fauna y flora Iguaque består i huvudsak av gräsmarker.